# Consumo de medios
El consumo de medios es la suma de los medios de información y entretenimiento que recibe un individuo o un grupo. Incluye actividades como interactuar con los nuevos medios, leer libros y revistas, mirar televisión y películas y escuchar la radio. Un consumidor de medios activo debe tener la capacidad de escepticismo, juicio, pensamiento libre, cuestionamiento y comprensión.

## Historia
Desde que ha habido palabras e imágenes, la gente del mundo ha estado consumiendo medios. La tecnología mejorada como la imprenta ha alimentado un mayor consumo. Alrededor de 1600 se perfeccionó la cámara oscura. La luz se invirtió a través de un pequeño orificio o lente desde el exterior y se proyectó sobre una superficie o pantalla, creando una imagen en movimiento. Este nuevo medio tuvo un efecto muy pequeño en la sociedad en comparación con los anteriores. El desarrollo de la fotografía a mediados del siglo XIX hizo que esas imágenes fueran permanentes, reduciendo en gran medida el costo de las fotografías. A finales de siglo, millones de consumidores veían cada día fotografías nuevas realizadas por profesionales.
En la década de 1860 se crearon mecanismos como el zoótropo, el mutoscopio y el praxinoscopio que producían dibujos bidimensionales en movimiento, exhibidos en salas públicas para que la gente los observara. Estos nuevos medios presagiaron el consumo de los medios de comunicación masiva de los últimos años.
Alrededor de la década de 1880, el desarrollo de la cámara cinematográfica permitió capturar y almacenar imágenes de componentes individuales en un solo carrete. Las imágenes en movimiento se proyectaban en una pantalla para que las vieran los espectadores. Esta cámara en movimiento afectó enormemente la progresión del mundo, comenzando la industria cinematográfica estadounidense, así como los primeros movimientos internacionales como el expresionismo alemán, el surrealismo y el montaje soviético . Por primera vez, las personas pudieron contar historias en películas y distribuir sus obras a los consumidores de todo el mundo.
En la década de 1920, la televisión electrónica funcionaba en laboratorios, y en la década de 1930 se utilizaban cientos de receptores en todo el mundo. En 1941, el Columbia Broadcasting System (CBS) ya estaba transmitiendo dos noticieros de 15 minutos al día a una pequeña audiencia en su estación de televisión de Nueva York. Sin embargo, la industria de la televisión no comenzó a crecer hasta la expansión económica general posterior a la Segunda Guerra Mundial. Con el tiempo, la televisión comenzó a incorporar el color y se crearon múltiples redes de transmisión.
Las computadoras se desarrollaron a mediados del siglo XX y se comercializaron en la década de 1960. Apple y otras empresas vendieron computadoras para aficionados en la década de 1970, y en 1981 IBM lanzó computadoras destinadas a los consumidores.
El 6 de agosto de 1991, Internet y la World Wide Web, que los especialistas en informática utilizaban desde hacía mucho tiempo, se pusieron a disposición del público. Este fue el comienzo de la Internet comercializada que la gente usa hoy.
En 1999, Friends Reunited, el primer sitio de redes sociales, fue lanzado al público. Desde entonces se han creado Myspace, Facebook, Twitter y otras redes sociales. Facebook y Twitter son los principales sitios de redes sociales en términos de uso. Facebook tiene un total de 1.230.000.000 de consumidores, mientras que Twitter tiene 645.750.000. Ambas empresas valen miles de millones de dólares y continúan creciendo.
El consumo general de medios ha aumentado enormemente con el tiempo, desde la era de la introducción de las películas hasta la era de las redes sociales e Internet.

## Incremento
Entre otros factores, el acceso de una persona a la tecnología de los medios afecta la cantidad y calidad de su consumo. En los Estados Unidos, por ejemplo, «los científicos de UC San Diego en 2009 estimaron que el estadounidense "promedio" consume 34 gigabytes de medios al día». La cantidad de consumo de medios entre las personas aumenta a medida que se crean nuevas tecnologías. Según phys.org, un nuevo estudio realizado por un investigador del Centro de Supercomputación de San Diego de la Universidad de California, dice que para 2015, la suma de los medios solicitados y entregados a los consumidores en dispositivos móviles y sus hogares tomaría más de 15 horas al día para ver o escuchar, una cantidad equivalente a ver nueve DVD de datos por persona por día.
Con las redes sociales en rápido crecimiento como Instagram, Facebook y Twitter, el consumo de medios está llegando a un grupo etario cada vez más joven, lo que hace que el consumo sea mucho más grande como país. Con dispositivos móviles como teléfonos inteligentes, las noticias, el entretenimiento, las compras y las compras están ahora al alcance de la mano, en cualquier momento y en cualquier lugar.

## Efectos positivos
Hay una serie de efectos positivos del consumo de medios. La televisión puede tener efectos positivos en los niños a medida que crecen. Programas como Barrio Sésamo enseñan lecciones valiosas a los niños en etapas de desarrollo, como matemáticas, el alfabeto, amabilidad, igualdad racial y cooperación. Dora la Exploradora presenta el idioma extranjero a niños de todos los orígenes en un ambiente divertido y cooperativo.
Los medios de comunicación tienen un gran conocimiento de los adolescentes de hoy. Muchos jóvenes utilizan a diario diferentes tipos de redes sociales. Los medios de comunicación pueden utilizarse para socializar a los adolescentes de todo el mundo y pueden ayudar a darles una comprensión fundamental de las normas sociales.
Los medios relacionados con la publicidad también pueden tener un efecto positivo. Se sabe que algunos fabricantes de alcohol gastan al menos el diez por ciento de su presupuesto en advertencias sobre los peligros de beber y conducir. Además, los estudios muestran que el consumo de leche (aunque controvertido) se disparó en los niños de quince años o menos debido a los anuncios impresos y difundidos.
Muchos videojuegos también pueden tener efectos positivos. Juegos como Wii Tennis y Wii Fit mejoran la coordinación ojo-mano, así como la salud física y mental en general.
Los videojuegos, incluidos los de disparos, pueden tener un impacto positivo en el aprendizaje de un niño, así como en la salud física y mental y las habilidades sociales. Incluso se ha descubierto que los juegos clasificados para audiencias maduras son beneficiosos para el desarrollo de los niños según un estudio publicado por la Asociación Americana de Psicología (APA). El estudio mostró que es necesario analizar los efectos positivos y negativos. Cuando un niño juega videojuegos, naturalmente desarrolla habilidades para resolver problemas. Los videojuegos estratégicos, como los juegos de rol, publican estadísticas de que el juego más intenso mejoró en las habilidades de resolución de problemas y también hay un aumento significativo en las calificaciones escolares, según un estudio que se llevó a cabo durante varios años, pero que fue publicado en 2013.
Internet en sí es un recurso sumamente útil para personas de todas las edades, y sirve como una biblioteca personal para cualquiera que acceda a él. El gran volumen de sitios web educativos, información y servicios que se ofrecen es tan inmenso que la investigación se ha convertido en una tarea mucho más fácil que en cualquier período anterior de la historia de la humanidad. Las redes sociales han proporcionado beneficios invaluables para las personas a lo largo de su vida y han servido como un método increíblemente eficaz para interactuar y comunicarse con otras personas en casi todas las partes del mundo.
El consumo de medios ha demostrado ser un activo indispensable en el campo educativo, sirviendo tanto a profesores como a estudiantes. Los profesores y los estudiantes consumen medios para los planes de estudios escolares en Ontario. La alfabetización mediática es prominente entre los jóvenes que esencialmente han nacido en una era donde los medios son una fuerza impulsora global. Cuando un estudiante aprende a acercarse a las fuentes de los medios con una lente crítica, se puede observar que todas las formas de medios no tienen un sentido de neutralidad. Los estudiantes que consumen medios son capaces de cuestionar la validez de los medios a los que están expuestos, desarrollando a su vez su propio sentido de pensamiento crítico. Para ampliar sus habilidades de comprensión, a los estudiantes a menudo les resulta útil cuestionar el propósito de un autor, el razonamiento para la ubicación de imágenes o motivos específicos, la representación del contenido y su significado para las personas, y los efectos de los medios en el pensamiento individual y social. Los medios relacionados con el aprendizaje se suelen considerar tanto una fuente como una herramienta. Desde su inicio, muchos han utilizado con éxito el software Rosetta Stone para ayudar en el proceso de aprendizaje de un nuevo idioma. Rosetta Stone es una fuente compatible con varias plataformas, es decir (iPad, tableta, sitios web de aplicaciones para teléfonos).

## Efectos negativos
El consumo de medios puede tener una amplia gama de efectos emocionales y conductuales negativos. Hay muchos casos de violencia en el cine, televisión, videojuegos y sitios web que pueden afectar el nivel de agresión. Estas representaciones violentas pueden insensibilizar a los espectadores a los actos de violencia y también pueden provocar la imitación de los actos. Dado que la violencia es tan desenfrenada en los medios de comunicación, los espectadores creen que viven en un mundo más violento de lo que realmente viven.
El alcance de los medios se está expandiendo a nivel mundial y con esta televisión se ha convertido en un vicio en todo el mundo. La adicción a la televisión ha sido etiquetada como la droga de conexión desde 1977. A lo largo de los años, los televisores se encuentran ahora en casi todos los hogares, según las estimaciones más recientes tomadas por Nielsen, solo en los Estados Unidos. hay 116,4 millones de hogares con televisión.
La televisión puede tener un impacto negativo en los adolescentes y hacer que se comporten de una manera que no forma parte de la norma social normal. En un artículo sobre la violencia de los medios de comunicación en la sociedad, se afirma que ver televisión de manera extensa entre adolescentes y adultos jóvenes se asocia con actos de agresión posteriores Los programas que retratan actos violentos pueden cambiar la visión de un adolescente sobre la violencia y esto puede llevarlo a desarrollar un comportamiento agresivo. Estos programas suelen retratar a una persona que comete un delito o recurre a la violencia. También muestran que estas personas quedan impunes por su crimen, creando la noción de que el crimen es algo que una persona puede salirse con la suya. Los estudios muestran que el 65% de las personas de entre 8 y 18 años tienen un televisor en la habitación. El estudiante de secundaria promedio mira, en promedio, 14 horas de televisión a la semana. La visualización excesiva de televisión y juegos de computadora también se han asociado con muchos síntomas psiquiátricos, especialmente síntomas emocionales y conductuales, quejas somáticas, problemas de atención como hiperactividad y problemas de interacción familiar.
Cuando los adolescentes ven la televisión durante largos períodos de tiempo, pasan menos tiempo activos y realizando actividad física. Muchos adolescentes que pasan mucho tiempo viendo televisión ven a los actores como modelos a seguir y tratan de emularlos intentando ser como ellos. Esto también puede tener un impacto negativo en la imagen corporal de las personas, en su mayoría mujeres. Después de ver mujeres hermosas y más delgadas que el promedio en los medios, los espectadores pueden sentirse peor consigo mismos y, a veces, desarrollar trastornos alimentarios. Algunos creen que la razón por la que las tasas de obesidad han aumentado considerablemente en los últimos 20 años se debe al mayor consumo de medios. Esto se debe al hecho de que los niños pasan mucho más tiempo jugando videojuegos y viendo televisión que haciendo ejercicio. Se dice que las redes sociales también causan ansiedad y depresión. Las investigaciones sugieren que los jóvenes que pasan más de 2 horas al día en las redes sociales tienen más probabilidades de informar sobre una mala salud mental, incluida la angustia psicológica.
Numerosos estudios también han demostrado que el consumo de medios tiene una asociación significativa con la mala calidad del sueño. La exposición a la televisión y los juegos de computadora afecta el sueño de los niños y deteriora el rendimiento cognitivo verbal.
Otro problema que se ha desarrollado debido al aumento del consumo de medios es que las personas se están volviendo menos independientes. Con los mensajes de texto y las redes sociales, las personas quieren una gratificación instantánea de sus amigos y, a menudo, se sienten heridos si no reciben una respuesta inmediata. En lugar de tener autovalidación, las personas a menudo necesitan la validación de los demás. Otro problema con la independencia es que, dado que los niños con frecuencia obtienen teléfonos celulares cuando son muy pequeños, siempre están conectados y nunca realmente solos. Hoy en día, muchos niños no tienen el rito de iniciación de estar solos porque siempre pueden llamar a sus padres si necesitan ayuda o tienen miedo.
Las minorías a menudo también son puestas bajo una luz negativa en los medios de comunicación, con los afrodescendientes retratados como criminales, los hispanos retratados como extranjeros ilegales y la gente del Medio Oriente retratada como terroristas. Las investigaciones han demostrado que consumir muchos medios con titulares que representan a las minorías de manera negativa puede afectar la forma de pensar de las personas.

## Efectos en la autoestima
Los medios de comunicación han jugado un papel muy importante en la sociedad durante años al vender a la gente las expectativas de cómo debería verse un cuerpo masculino y femenino ideal. Estas imágenes del "cuerpo ideal" pueden tener un efecto muy negativo sobre la autoestima tanto en hombres como en mujeres. Estas imágenes también pueden desempeñar un papel importante en los trastornos alimentarios en hombres y mujeres. La idea de la comparación corporal se remonta a la teoría de la comparación social de Festinger (1954). Festinger sostiene que los individuos hacen comparaciones corporales en áreas con las que se relacionan. Si alguien tiene sobrepeso y es un entorno que se centra en la salud, la delgadez o las imágenes corporales (por ejemplo, el gimnasio o la playa), es más probable que vea la delgadez como un ideal que puede aumentar la insatisfacción con su propio cuerpo. Cuanto más se involucre una persona en la comparación corporal, es más probable que tenga problemas con una baja autoestima y una imagen corporal negativa. A las mujeres se les vende para creer que para ser hermosas, deben tener una talla cero y tener piernas largas. A los hombres se les vende la idea de que deben tener grandes bíceps y cero grasa corporal. Se ha informado que la lectura de revistas con imágenes de hombres musculosos tonificados reduce el cuerpo y la autoestima en los hombres y comienzan a preocuparse más por su propia salud y condición física.

## Redes sociales
La cantidad de tiempo que pasan en las redes sociales puede informar a las personas sobre su autoestima. La investigación ha demostrado que las personas con baja autoestima pueden tener más facilidad para expresarse en las redes sociales que en el mundo real. Muchas personas usan métricas como cuántas personas las siguen y les gusta medir la aceptación o el rechazo de sus compañeros. Un estudio del Journal of Experimental Social Psychology sostiene que las personas que se sienten aceptadas y que forman parte de la "multitud" tienen un mayor sentido de autoestima que aquellas que no se sienten parte de estas multitudes.

## Semiótica del consumo de medios
El consumo de medios, especialmente el consumo de redes sociales, juega un papel importante en la socialización y los comportamientos sociales de los adolescentes. Socializar a través de los medios de comunicación difiere de socializar a través de la escuela, la comunidad, la familia y otras funciones sociales. Dado que los adolescentes suelen tener un mayor control sobre sus elecciones de medios que sobre otras situaciones sociales cara a cara, muchos desarrollan patrones de auto-socialización. Este comportamiento se manifiesta activamente en el desarrollo social personal y los resultados debido a la amplia gama de opciones disponibles a través de las redes sociales. Los adolescentes tienen la capacidad de elegir los medios que mejor se adapten a sus personalidades y preferencias, lo que a su vez crea jóvenes que tienen una visión sesgada del mundo y habilidades limitadas de interacción social. En consecuencia, la socialización puede volverse cada vez más difícil para los jóvenes. Los medios de comunicación, los padres y los compañeros pueden transmitir mensajes contradictorios a los adolescentes. Con visiones muy diferentes sobre cómo abordar diversas situaciones, la confusión puede ser evidente y los jóvenes pueden evitar o internalizar sus debilidades sociales
La semiótica social representa un papel significativo en cómo los adolescentes aprenden y emplean la interacción social. Los adolescentes impresionables imitan regularmente los sistemas de signos que se ven en los medios. Estos sistemas semióticos afectan su comportamiento a través de connotaciones, narrativas y mitos. Los adolescentes son moldeados por los sistemas de signos en los medios que consumen. Por ejemplo, muchas chicas jóvenes en la década de 1990 se vestían y actuaban como las Spice Girls, una banda de pop que obtuvo una prolífica y aclamada crítica en ese momento. De manera similar, las boy bands crearon una tendencia en la que muchos adolescentes se cubrían el cabello con glaseado a principios de la década de 2000. Con una mayor exposición a los medios de comunicación y las imágenes de modelos, es más probable que las mujeres jóvenes se ajusten a los ideales de imágenes corporales específicas. La anorexia, la bulimia y las modelos que fuman transmiten a las niñas que una persona femenina es delgada, hermosa y debe hacer ciertas cosas con su cuerpo para ser atractiva. Un código de feminidad implica hoy que una mujer "verdadera" es delgada, femenina, frágil, pasiva y enfocada en servir a los demás. Por otro lado, el código de masculinidad para los hombres jóvenes criados en las últimas décadas puede incluir los ideales de una naturaleza profundamente individualista y autosuficiente, a menudo personificada en personajes cinematográficos como vaqueros y motociclistas fuera de la ley. Las imágenes, mitos y narrativas de estas ideas implican que un hombre "de verdad" es un incansable solucionador de problemas, físicamente fuerte, emocionalmente inexpresivo y, a veces, un temerario con poca consideración por las expectativas sociales y la ley del país.
La incesante avalancha de signos, imágenes, narrativas y mitos que rodean a los consumidores de medios tiene la capacidad de influir en el comportamiento mediante el uso de códigos. Los códigos son mapas de significado, sistemas de signos que se utilizan para interpretar el comportamiento. Los códigos conectan los sistemas semióticos de significado con la estructura y los valores sociales. La idea de ser juzgada por la feminidad o la ropa se relaciona con experiencias posteriores en la vida, incluidas las entrevistas de trabajo y el énfasis puesto en alcanzar el éxito financiero.

## Efectos en relación con el contenido

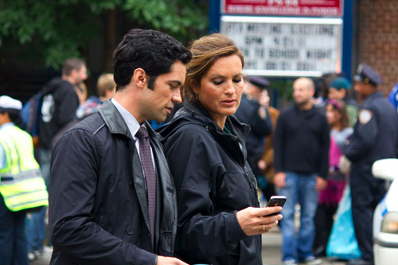
Ley y orden: Los televidentes de programas basados en investigación de crímenes tienen más miedo al crimen.

El consumo de medios afecta la percepción que tiene el público del sistema de justicia a través de la relación del miedo con respecto al delito, la efectividad percibida de la aplicación de la ley y las actitudes generales sobre el castigo por el delito. El sistema de justicia ha sido representado de manera consistente en los medios de comunicación en tándem negativo a través de la representación de criminales, desviados y funcionarios encargados de hacer cumplir la ley, lo que a su vez ha afectado su percepción general por parte del público.
Un estudio de 2003 de Dowler mostró que los efectos del consumo de medios influyen en las actitudes del público con respecto al crimen y la justicia. En este estudio, se encontró que la relación entre los medios y el crimen depende de las características del mensaje y de la audiencia receptora, donde cantidades sustanciales de delitos locales reportados generaron temor, mientras que cantidades menores de delitos conducen a una sensación de seguridad. Los estudios empíricos de George Gerbner sobre el impacto del consumo de medios descubrieron que los televidentes de programas basados en el crimen tienen más miedo al crimen que aquellos que no consumen ese tipo de medios.
Un estudio realizado por Chermak, McGarrell y Gruenewald se centró en la cobertura mediática de la mala conducta policial, produciendo resultados en los que un mayor consumo de medios que retratan la deshonestidad entre las fuerzas policiales llevó a un mayor sesgo de confirmación en la dirección de la culpa del oficial.